# Stanisławów (powiat włodawski)
Stanisławów – kolonia w Polsce położona w województwie lubelskim, w powiecie włodawskim, w gminie Wola Uhruska.
W latach 1975–1998 miejscowość należała administracyjnie do województwa chełmskiego.
Kolonia jest sołectwem w gminie Wola Uhruska. Według Narodowego Spisu Powszechnego z roku 2011 kolonia liczyła 55 mieszkańców.
Wierni Kościoła rzymskokatolickiego należą do parafii Ducha Świętego w Woli Uhruskiej.